# Nils Holgersson (TV-serie, 1980)
Nils Holgersson (japanska: ニルスのふしぎな旅, Nirusu no fushigi na tabi) är en japansk TV-serie från 1980–1981. Serien bygger på romanen Nils Holgerssons underbara resa genom Sverige av Selma Lagerlöf.

## Handling
Nils Holgersson är en elak 14-årig pojke som bor på en gård i södra Sverige. Han plågar de andra djuren och en dag fångar Nils en liten tomte och försöker utpressa honom. Tomten blir då arg och förvandlar Nils till en pyssling. Djuren på gården minns hans elakheter och försöker döda honom. Endast den tama gåsen Martin hjälper honom komma undan och tar honom med på en resa genom Sverige.

## Rollista
| Roll             | Japansk originalröst |
| ---------------- | -------------------- |
| Nils Holgersson  | Mami Koyama          |
| Nils pappa       | Masane Tsukayama     |
| Nils mamma       | Masako Ikeda         |
| Hamstern Krümel  | Tadashi Yamazaki     |
| Tamgåsen Martin  | Yoshito Yasuhara     |
| Gåsen Daunenfein | Kumiko Takizawa      |
| Tomtem           | Ryuji Saikachi       |
| Vildgåsen Akka   | Nobuko Terashima     |
| Vildgåsen Gunnar | Hideyuki Tanaka      |
| Vildgåsen Ingrid | Minori Matsushima    |
| Vildgåsen Gusta  | Shigeru Chiba        |
| Vildgåsen Lasse  | Kenichi Ogata        |
| Vildgåsen Siri   | Yuneko Matsukane     |
| Räven Smirre     | Kei Tomiyama         |
| Örnen Gorgo      | Tesshô Genda         |

## Produktion och utgivning
Narumitsu Tagushi skrev manuset till serien och gjorde några ändringar från den ursprungliga handlingen.
Animationsstudion Studio Pierrot animerade serien på 52 avsnitt. Den österrikiska produktionsstudion Apollo Film och den japanska studion Gakken samproducerade animen. Den regisserades av Hisayuki Toriumi, och Mamoru Oshii regisserade också några avsnitt. Oshii blev senare känd för filmer som Ghost in the Shell. Figurerna designades av Toshiyasu Okada. Mami Koyama ger röst till Nils i den ursprungliga japanska versionen. Musiken i den tyska versionen komponerades av Karel Svoboda.
Från januari 1980 till mars 1981 sändes serien för första gången på det japanska tv-nätverket NHK. De följande åren visades den även i Tyskland, Österrike, Polen, Nederländerna, Italien, Grekland, Frankrike, Sverige och Ungern.
I Sverige visades TV-serien för första gången 1998 på Kanal 5. Serien gavs senare ut på DVD i 16 delar av Atlantic Film.